# Giesbaargs Muurken
Giesbaargs Muurken is een Belgisch bier van hoge gisting.
Het bier wordt gebrouwen in De Proefbrouwerij, te Hijfte in opdracht van drie bierliefhebber en hobbybrouwers Geert Welleman, Paul Vanrespaille en Hein Delabie . De naam betekent Muur van Geraardsbergen in het lokale dialect.

Het is een ongefilterd blond bier met een alcoholpercentage van 7%.